# Aeroportul Internațional Cheongju
Aeroportul Internațional Cheongju (IATA: CJJ, ICAO: RKTU) este un aeroport din Cheongwon-gu⁠(d), Cheongju, Chungcheong de Nord, Coreea de Sud ce deservește zona Cheongju. Aeroportul a fost tranzitat în 2022 de 3.174.649 de pasageri. A fost deschis în 1978 și numit după zona deservită.
Situat la o altitudine de 58 m, aeroportul dispune de 2 piste. Este operat de Korea Airports Corporation⁠(d).

## Infrastructură

### Piste
Aeroportul dispune de 2 piste. Pista are orientarea 06R/24L.Pista are orientarea 06L/24R.